# Karún
Karún (persky کارون‎) je řeka v Íránu (Lorestán, Chúzistán). Je to levý přítok řeky Šatt al-Arab. Je 820 km dlouhá (podle některých zdrojů až 850 km). Povodí má rozlohu 60 000 km². Pravděpodobně se jedná o řeku Gihon, zmiňovanou v Bibli (Genesis 2).

## Průběh toku
Pramení na svazích masivu Zardkúh ve hřbetu Zagros. Na horním a středním toku protéká soutěskami a křižuje mezihorskými kotlinami. Na dolním toku teče po Mezopotámské nížině. Ústí zleva do řeky Šatt al-Arab.

### Přítoky
- zprava – Bazuft, Dez
- zleva – Vanak, Chersan

## Vodní stav
Na jaře je vodní stav vysoký díky tajícímu sněhu a v létě díky dešťům. Na podzim a v zimě je naopak nízký. Průměrný průtok činí 770 m³/s.

## Využití
Část vody horního toku je odváděna tunelem a slouží k zavlažování Isfahánské oázy. Část vody dolního toku zase slouží k zavlažování v Mezopotámské nížině. Na řece je rozvinutá vodní doprava až k městu Ahváz, kde řeka překonává peřeje. Výše je pak opět splavná až k městu Šúštar.